# ثلاثة بنسات (عملة أيرلندية)
الثلاثة بنسات أو عملة 3d كانت قسمًا فرعيًا من الجنيه الأيرلندي ما قبل العشري، بقيمة من الجنيه أو  Leath reul يعني حرفيا "نصف reul " "، reul كانت عملة من فئة ستة بنسات، تساوي تقريبًا قيمة [[الريال الإسباني|real الإسباني]] (ربع بيزيتا). وعلى عكس العملات الأيرلندية الأخرى، لم تكن تُشبه نظيرتها البريطانية.
في الأصل، كانت تُسكّ من النيكل، وكانت شديدة المتانة. في عام ١٩٤٢، ومع ارتفاع سعر النيكل، أُستبدل بالنيكل النحاسي، المكون من ٧٥٪ نحاس و٢٥٪ نيكل. بلغ قياس العملة 17.6 مليمتر (0.69 بوصة) في القطر ووزنها 3.2400 غرام (0.11429 أونصة)؛ لم يتغير هذا مع عملة النحاس والنيكل. سُكت العملة في دار سك العملة الملكية بدءًا من عام 1928، وتوقفت عن كونها عملة قانونية بعد النظام العشري في 31 ديسمبر 1971. لم تعتمد أيرلندا عملة البنسات النحاسية ذات الاثني عشر شكلًا والتي استخدمتها المملكة المتحدة بين عامي 1937 و1971.
تصميم ظهر العملة، الذي يظهر فيه أرنب أيرلندي، من تصميم الفنان الإنجليزي بيرسي ميتكالف. أما الوجه الآخر، فقد كان يحمل صورة قيثارة أيرلندية. من عام ١٩٢٨ إلى عام ١٩٣٧، كان التاريخ مقسومًا على جانبي القيثارة باسم Saorstát Éireann تدور حولها. من عام ١٩٣٨ إلى عام ١٩٦٩، تغير النقش إلى أيرة ‏ على يسار القيثارة والتاريخ على اليمين. في عام 1990، أُعلن أنه سيعاد تصميم العملة العشرية ذات البنسين لتشمل الأرنب من الثلاثة بنسات، ولكن تُخلى عن هذه الخطة في مواجهة التبني الوشيك لليورو.

## روابط خارجية
- قانون سك العملة، 1926
- أمر سك العملات (الأبعاد والتصاميم)، 1928
- أمر سك العملة (الاتصال)، 1971
- موقع العملات الأيرلندية - كتالوج - ثلاثة بنسات